# 플라비우스 왕조

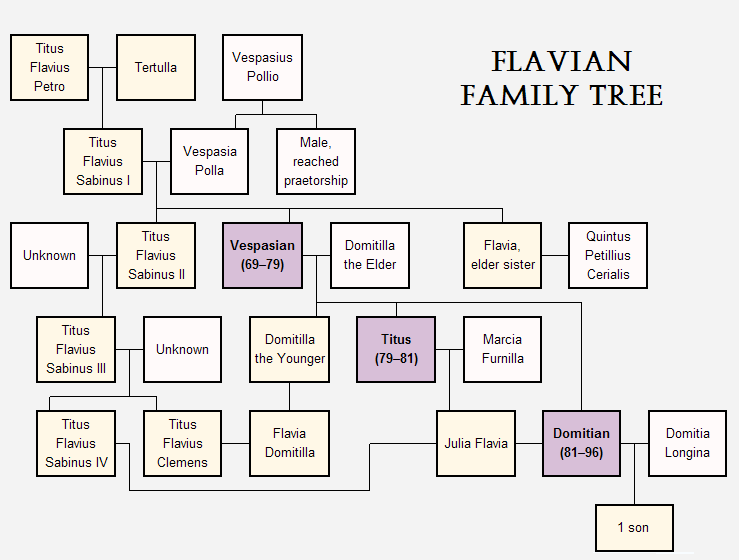

플라비우스 왕조는 로마 제국을 지배한 왕가의 일부이다. 서기 69년부터 96년까지 3명의 로마 황제-티투스 플라비우스베스파시아누스 (69년–79년), 그의 큰 아들 티투스 플라비우스 베스파시아누스 (79년–81년), 그리고 둘째 아들 티투스 플라비우스 도미티아누스 (81년–96년)가 이 가문 출신었다. 기원후 96년 9월 18일 도미티아누스의 암살로 플라비우스 왕조는 3명의 황제를 배출하는 것으로 막을 내렸다